# あかし (海洋観測艦・2代)
あかし（ローマ字：JS Akashi, AGS-5107）は、海上自衛隊の海洋観測艦。艦名は明石海岸（景勝地）に由来する。この名を受け継いだ日本の艦艇としては、旧海軍の防護巡洋艦「明石」、工作艦「明石」、海上自衛隊の海洋観測艦「あかし」に続き4代目にあたる。

## 艦歴
中期防衛力整備計画に基づく令和4年度計画3,500トン型海洋観測艦5107号艦として、2023年5月に三菱重工業下関造船所江浦工場で起工され、2025年5月29日に同工場において実施された命名・進水式において、「あかし」と命名され、進水した。建造費は283億円。今後は艤装や各種試験を実施したのち、就役は2026年3月ごろの予定。「AGS-5104 わかさ」の代替艦として海洋業務・対潜支援群隷下の第1海洋観測隊に編入され、横須賀に配備となる模様。

### 歴代艦長
| 代       | 氏名     | 在任期間    | 出身校・期 | 前職     | 後職     | 備考     |
| 艤装員長 | 艤装員長 | 艤装員長    | 艤装員長   | 艤装員長 | 艤装員長 | 艤装員長 |
| -------- | -------- | ----------- | ---------- | -------- | -------- | -------- |
| -        | 菅原君和 | 2025.5.29 - |            |          |          |          |
| 艦長     |          |             |            |          |          |          |
| 1        |          |             |            |          |          |          |